# La Déification d'Énée
La Déification d'Énée est une œuvre du peintre Charles Le Brun réalisée entre 1642 et 1645, et conservée au musée des beaux-arts de Montréal.

## Histoire
Cette œuvre est entrée au musée en 1953 via le fonds John W. Tempest.

## Sujet et description
L'œuvre illustre un passage du livre XIV des Métamorphoses du poète latin Ovide qui relate un épisode de la vie du héros grec Énée. On voit Énée agenouillé devant sa mère Vénus alors qu'il se prépare à affronter le roi Turnus dans un combat singulier, combat dont il sortira vainqueur. Tenant dans ses mains le nectar et l'ambroisie, Vénus s'apprête à conférer à son fils l'immortalité des dieux. Au repos et observant la scène, un Dieu fleuve a terminé sa tâche de laver Énée de ce qu'il y a de mortel en lui. Il caresse la tête d'un putto. Derrière, deux nymphes sortent de la forêt et s'approchent du groupe. Deux autres putti, à gauche et à droite de la scène, s'amusent avec les armes d'Énée, armes forgées par Vulcain en prévision de son combat.
L'œuvre a longtemps été attribuée à Nicolas Poussin qui a lui-même traité le sujet dans Vénus montrant ses armes à Énée, conservée au Musée des beaux-arts de Rouen.

## Sources
- Notice du musée des beaux-arts de Montréal
- Guide : Musée des beaux-arts de Montréal, Montréal, éd. Musée des beaux-arts de Montréal, 2007, 2e éd. (1re éd. 2003), 342 p. (ISBN 978-2-89192-312-5), p. 131.